# Apális-de-garganta-amarela
Apális-de-garganta-amarela  (Apalis flavigularis) é uma espécie de ave da família Cisticolidae.
É endémica do Malawi.
Os seus habitats naturais são: florestas subtropicais ou tropicais húmidas de baixa altitude e regiões subtropicais ou tropicais húmidas de alta altitude.
Está ameaçada por perda de habitat.